# Mausoleum von Zulkifl

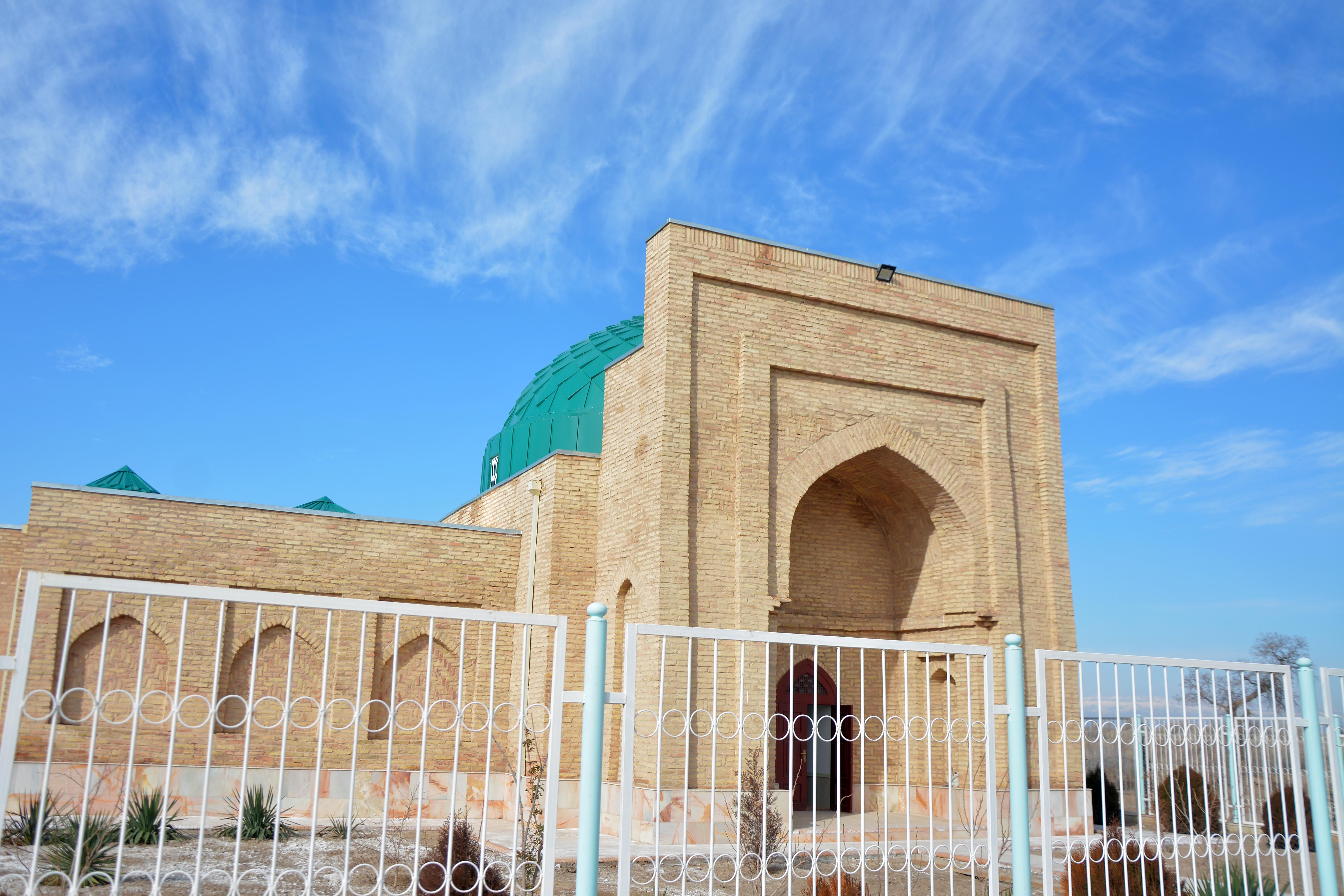
Mausoleum von Zulkifl

Mausoleum von Zulkifl (usbekisch: Zulkifl maqbarasi) ist ein architektonisches Denkmal, das im 11. bis 12. Jahrhundert errichtet wurde und sich in der Nähe von Termiz am Ufer des Flusses Amudarja in der Viloyat Surxondaryo, Usbekistan, befindet.

## Geschichte
In diesem Mausoleum wurde der Prophet Zulkifl, der Sohn des Propheten Ayyub, begraben. Er wird auch in „al-Anbiya“ erwähnt. Das Wort Zu Al-Kifl bedeutet „Garantie“. In den historischen Quellen wird darauf hingewiesen, dass auch Isaak ibn Kunadja, einer der berühmten Befehlshaber der Abbasiden, in diesem Mausoleum begraben wurde. Das genaue Baujahr des Mausoleums ist unbekannt, aber der Bau stammt aus dem 11. bis 12. Jahrhundert und wurde während der Herrschaft von Mahmud von Ghazni umgebaut. Es gibt kaum Informationen über dieses Mausoleum im Koran und den Hadithen.

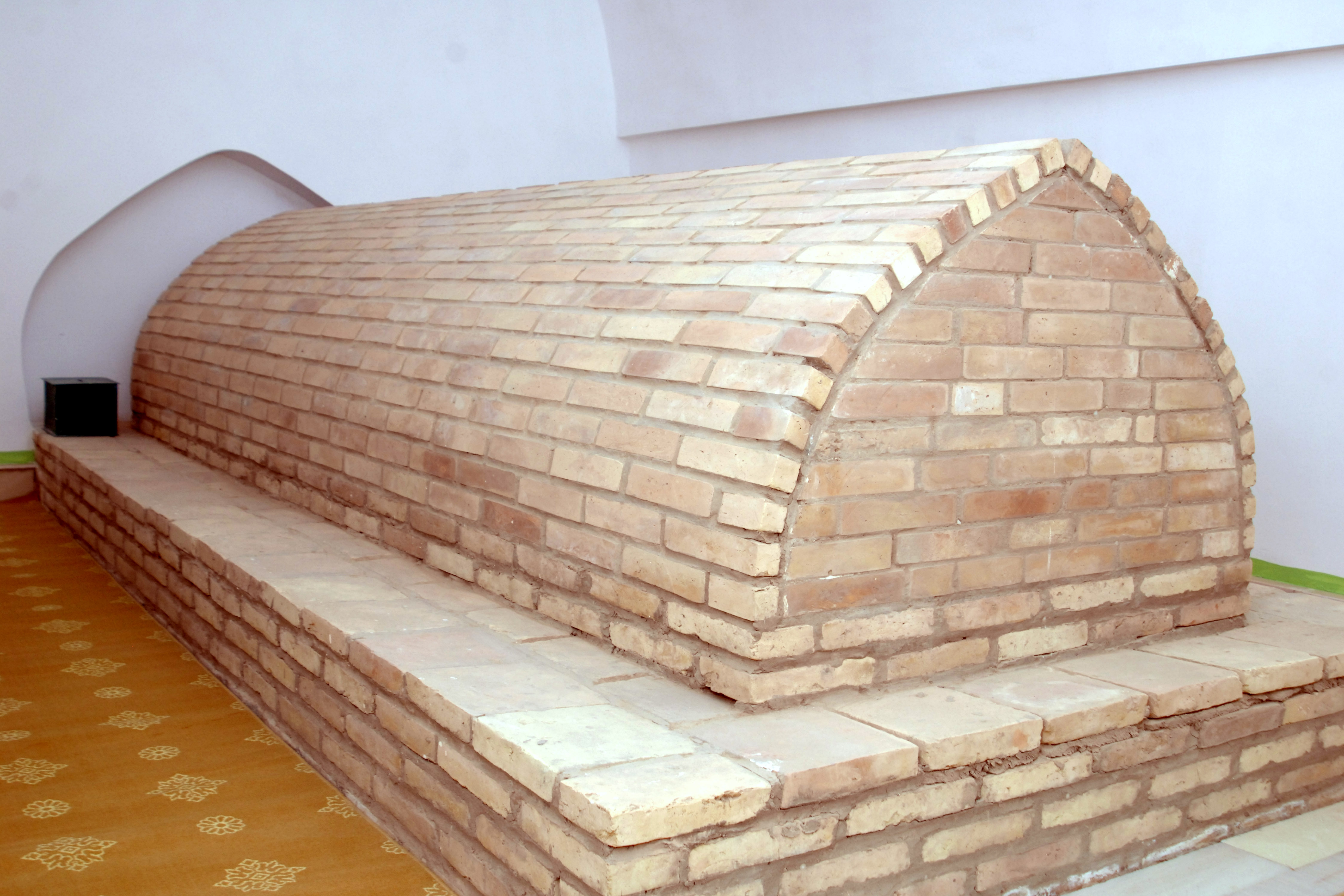
Zulkifl-Sarg

Das Zulkifl-Mausoleum befindet sich auf dem Gebiet der Viloyat Surxondaryo am Ufer des Flusses Amudarja. Weil hier der Prophet Zu Al-Kifl begraben wurde, wurde diese Insel als Propheteninsel bezeichnet. Die Moschee befindet sich im südlichen Teil der Insel und besteht aus einem Grab und zwei angrenzenden Räumen. Die Gebäude wurden zu unterschiedlichen Zeiten errichtet. Die Moschee hat einen quadratischen Grundriss (6,95 × 6,95 Meter), eine Kuppel und eine Veranda. Auf dem Altar war ein Ganchkora-Giri-Muster gemalt. Die Höhle (6 × 4 Meter) wurde etwa einen Meter über dem Niveau der Moschee errichtet, in der sich der Sarg befand. Durch zwei Türen gelangt man in die beiden angrenzenden Räume. Die Wände der Räume sind mit Ziegelsteinen mit wellenförmigem Muster verkleidet.
In dem Werk „Bahr al-Asrar fi Manakib al-Akhyar“, verfasst vom Gelehrten Mahmud ibn Wali im 17. Jahrhundert, wird das Grab des Propheten Zu Al-Kifl erwähnt. Nach Volkslegenden legte der Prophet Zu Al-Kifl testamentarisch fest, dass er am Ufer des Amudarja begraben werden solle. Die Fläche der Propheteninsel beträgt 4000 Hektar. Die Länge der Insel beträgt acht Kilometer, und die Breite beträgt etwa fünf bis sechs Kilometer. Nach Expertenmeinung ändert der Amudarja seine Richtung, wenn er sich dem Gebiet dieser Insel nähert. Im Jahr 1971 wurde auf diesem Gebiet ein Reservat eingerichtet. Derzeit gehört das Gebiet zum Surhan State Reserve. Ein Teil der Insel, 970 Hektar, ist bewaldet. Das Aral-Paigambar-Reservat befand sich auf der gleichnamigen Insel am Amudarja-Fluss, und in ihrem südlichen Teil wurde ein Mausoleum errichtet. Das Reservat wurde 1960 zwanzig Kilometer unterhalb der Stadt Termez, entlang des Amudarja-Flusses gegründet. Die Fläche betrug 30 Quadratkilometer. Dort wurden auch eine große Kuppelmoschee, eine kleine Synagoge und zwei Räume im Westen errichtet.
Anfang 2018 wurde das Zu-Al-Kifl-Mausoleum renoviert. Derzeit ist es jedoch nicht möglich, dieses Mausoleum zu besuchen, da es an der Grenze zwischen Afghanistan und Usbekistan liegt.